# Стейси, Алан
А́лан Сте́йси (англ. Alan Stacey, 29 августа 1933 года, Брумфилд, Англия — 19 июня 1960 года, Спа-Франкоршам, Бельгия) — британский автогонщик и конструктор гоночных автомобилей, выступавший в гонках класса Формула-1, несмотря на то, что имел протез вместо одной из ног. Начал своё сотрудничество с Лотус, построив один из кузовов MkIV, после этого был нанят фирмой. Далее создал модель Lotus Eleven, которая участвовала в Ле-Мане, под эгидой Лотус. На протяжении последующих лет большую часть времени проводил создавая болиды Формулы-1 для Лотус. Принял участие в семи Гран-при, но так и не заработал ни одного очка. Также участвовал в нескольких внезачетных гонках Формулы-1.

## Гибель
Стейси погиб во время гран-при Бельгии.
Стартовав с последнего ряда, к 25-му кругу Стейси шёл шестым, когда на правом закруглении поворота Бурневиль в лицо Алану врезалась птица, после чего он потерял управление. Автомобиль вылетел с трассы и, перелетев трёхметровый забор, упал в поле. Гонщик скончался всего через несколько минут после Криса Бристоу, который разбился на 20-м круге в нескольких десятках метров от места аварии Алана Стейси.

## Результаты выступлений в Формуле-1
| Легенда к таблице |                                                                    |
| --- | ------------------------------------------------------------------ |
| В таблице перечислены результаты всех Гран-при Формулы-1, в которых принимал участие гонщик. Строками таблицы являются сезоны, столбцами — этапы чемпионата мира. В каждой клетке указаны сокращённое название этапа и результат, дополнительно обозначенный цветом. Расшифровка обозначений и цветов представлена в нижеследующей таблице. |                                                                    |
| \| Пример \| Описание \| \| ------------ \| ------------------------------------------------------------------ \| \| 1 \| Победитель \| \| 2 \| Второе место \| \| 3 \| Третье место \| \| 5 \| Финишировал, заработав очки \| \| Сход \| Не финишировал, но при этом заработал очки \| \| 12 \| Финишировал, не получив очков \| \| НКЛ \| Финишировал, но не попал в финальную классификацию \| \| 15 \| Участвовал вне зачёта, либо по отдельной классификации \| \| 18 \| Не финишировал, но попал в финальную классификацию \| \| Сход \| Не финишировал \| \| НКВ \| Не прошёл квалификацию \| \| НПКВ \| Не прошёл предквалификацию \| \| ДСК \| Дисквалифицирован \| \| ИСК \| Исключён из протокола соревнований \| \| ТТ \| Заявлен для участия только в тренировках \| \| НС \| Участвовал в квалификации, но не стартовал в гонке \| \| Т \| Травмирован или болен \| \| ОТК \| Отказ от участия \| \| НТР \| Прибыл на соревнования, но на трассу не выезжал \| \| НПР \| Был заявлен в числе участников, но не прибыл к началу соревнований \| \| О \| Соревнования отменены \| \| \| Не участвовал \| \| Поул-позиция \| \| \| Быстрый круг \| \| |                                                                    |
| Пример | Описание                                                           |
| 1 | Победитель                                                         |
| 2 | Второе место                                                       |
| 3 | Третье место                                                       |
| 5 | Финишировал, заработав очки                                        |
| Сход | Не финишировал, но при этом заработал очки                         |
| 12 | Финишировал, не получив очков                                      |
| НКЛ | Финишировал, но не попал в финальную классификацию                 |
| 15 | Участвовал вне зачёта, либо по отдельной классификации             |
| 18 | Не финишировал, но попал в финальную классификацию                 |
| Сход | Не финишировал                                                     |
| НКВ | Не прошёл квалификацию                                             |
| НПКВ | Не прошёл предквалификацию                                         |
| ДСК | Дисквалифицирован                                                  |
| ИСК | Исключён из протокола соревнований                                 |
| ТТ | Заявлен для участия только в тренировках                           |
| НС | Участвовал в квалификации, но не стартовал в гонке                 |
| Т | Травмирован или болен                                              |
| ОТК | Отказ от участия                                                   |
| НТР | Прибыл на соревнования, но на трассу не выезжал                    |
| НПР | Был заявлен в числе участников, но не прибыл к началу соревнований |
| О | Соревнования отменены                                              |
| | Не участвовал                                                      |
| Поул-позиция |                                                                    |
| Быстрый круг |                                                                    |

| Сезон | Команда | Шасси    | Двигатель | Ш        | 1        | 2   | 3        | 4        | 5   | 6        | 7   | 8        | 9   | 10  | 11 | Место | Очки |
| ----- | ------- | -------- | --------- | -------- | -------- | --- | -------- | -------- | --- | -------- | --- | -------- | --- | --- | -- | ----- | ---- |
| 1958  | Lotus   | Lotus 16 | Climax L4 | АРГ      | МОН      | НИД | 500      | ВЕЛ      | ФРА | ВЕЛ Сход | ГЕР | ПОР      | ИТА | МАР | —  | 0     |      |
| 1959  | Lotus   | Lotus 16 | Climax L4 | МОН      | 500      | НИД | ФРА      | ВЕЛ 8    | ГЕР | ПОР      | ИТА | США Сход |     |     | —  | 0     |      |
| 1960  | Lotus   | Lotus 16 | Climax L4 | АРГ Сход |          |     |          |          |     |          |     |          |     |     | —  | 0     |      |
| 1960  | Lotus   | Lotus 18 | Climax L4 |          | МОН Сход | 500 | НИД Сход | БЕЛ Сход | ФРА | ВЕЛ      | ПОР | ИТА      | США |     | —  | 0     |      |

## Ссылка
- Алан Стейси на сайте wildsoft.motorsport.com